# Paradoxal Système
Singles de Laurent Voulzy
Le soleil donne
(1988) Le Rêve du pecheur
(1993)
Paradoxal Système est une chanson de Laurent Voulzy, extrait de l'album Caché derrière, dont il est le premier extrait à paraître en single. Les paroles sont écrites par Alain Souchon, tandis que Voulzy en a composé la musique.
Le single entre au Top 50 le 27 juin 1992 et y reste durant seize semaines consécutives, parvenant à atteindre la dixième place en cinquième semaine . Il s'est vendu à plus de 50 000 exemplaires.

## Classement
| Classement (1992) | Meilleure place |
| ----------------- | --------------- |
| France (SNEP)     | 10              |